# Seznam italijanskih košarkarjev
Seznam italijanskih košarkarjev.

## A
- Awudu Abass (1993)
- Alessandro Abbio (1971)
- Pietro Aradori (1988)

## B
- Gianluca Basile (1975)
- Andrea Bargnani (1985)
- Tommaso Baldasso (1998)
- Marco Belinelli (1986)
- Paul Biligha (1990)
- Ivan Bisson (1946)
- Davide Bonora (1973)
- Massimo Bulleri (1977)

## C
- Roberto Chiacig (1974)
- Andrea Cinciarini (1986)
- Marco Cusin (1987)

## D
- Luigi Datome (1987)

## E
- Vincenzo Esposito (1969)

## F
- Gregor Fučka (1971)

## G
- Giacomo Galanda (1975)
- Danilo Gallinari (1988)
- Luca Garri (1982)
- Alessandro Gentile (1992)

## M
- Daniele Magro (1987)
- Loris Manià
- Denis Marconato (1975)
- Pierluigi Marzorati (1952)
- Nicolò Melli (1991)
- Dino Meneghin (1950)
- Michele Mian (1973)
- Carlton Myers (1971)

## P
- Riccardo Pittis (1968)
- Giuseppe Poeta (1985)
- Gianmarco Pozzecco (1972)
- Giancarlo Primo (1924-2005)

## R
- Carlo Recalcati (1945)
- Giampaolo Ricci (1991)
- Alex Righetti (1977)
- Antonello Riva (1962)
- Rodolfo Rombaldoni (1976)
- Filippo Baldi Rossi (1991)

## S
- Matteo Soragna (1975)

## T
- Amedeo Vittorio Tessitori (1994)
- Stefano Tonut (1993)

## V
- Luca Vitali (1986)
- Boris Vitez (1961)

## Z
- Tonino Zorzi (1935–2023) Go